# Bon Marché (Belgique)
Pour les articles homonymes, voir Bon Marché (homonymie).
Au Bon Marché est une chaîne de grands magasins belge fondée en 1860 par François Vaxelaire. 
Il ne doit pas être confondu avec son homologue français, fondé en 1838.

## Historique
Au Bon Marché a été ouvert à Bruxelles en 1860 en Belgique par François Vaxelaire (1840-1920). Il ouvre ensuite des succursales à Charleroi, puis à Nancy (Vaxelaire & Pignot), Besançon (Vaxelaire & Leclerc), Pontarlier, Épinal, Le Havre, Liège, Anvers, Bruges et Metz.
Ses fils, le baron Raymond Vaxelaire et l'écrivain Georges Vaxelaire, succédèrent à leur père dans la direction du Bon Marché.
En 1969, Au Bon Marché fusionne avec les Grands Magasins Innovation pour créer Inno-BM, et en 1974 GB Entreprises fusionne avec celle-ci pour créer GB-Inno-BM.
L'ancien immeuble du Bon Marché à Bruxelles accueille aujourd'hui City 2, deuxième centre commercial de Belgique en termes de surface.

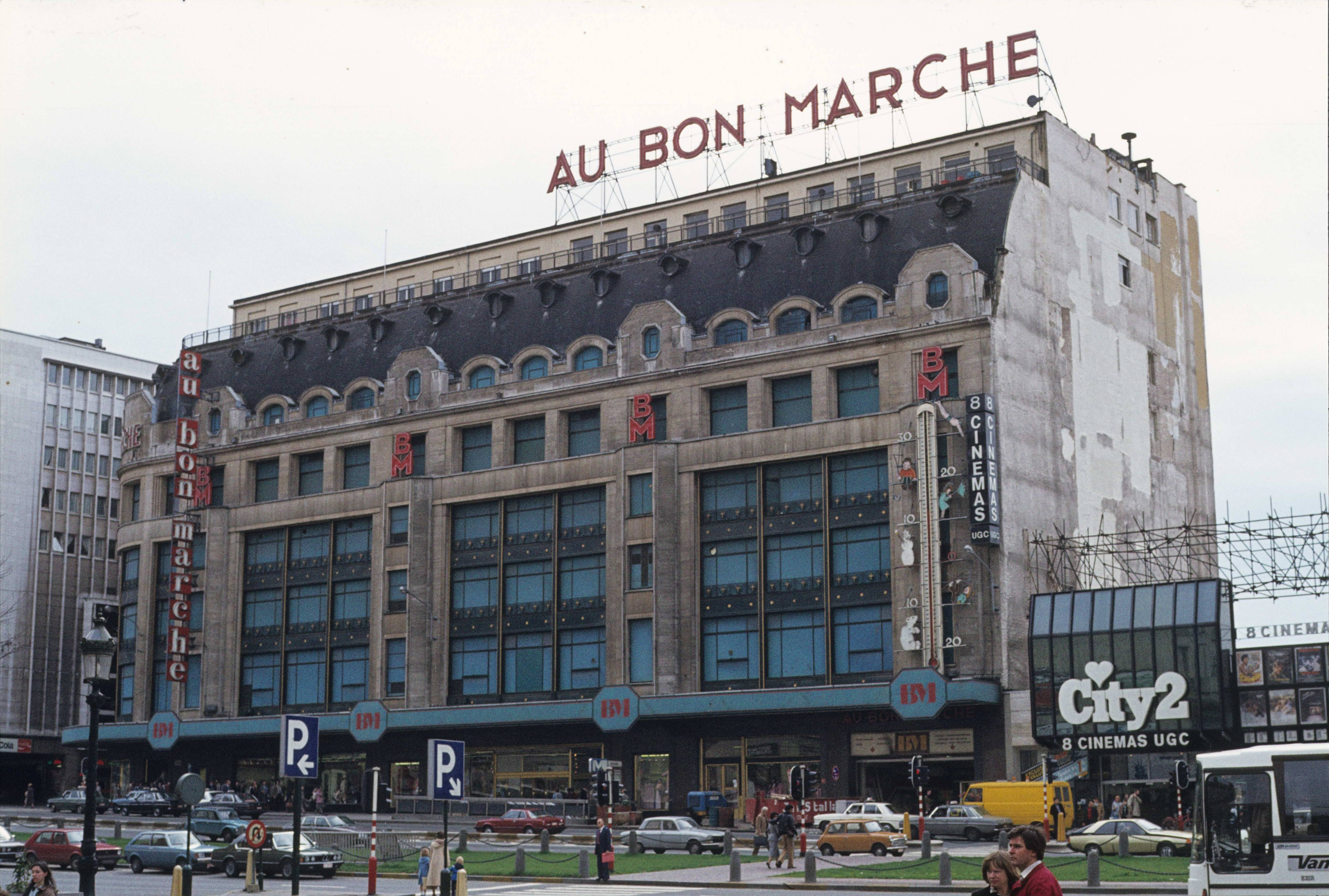
Au Bon Marché, boulevard du Jardin Botanique, Bruxelles (1981).
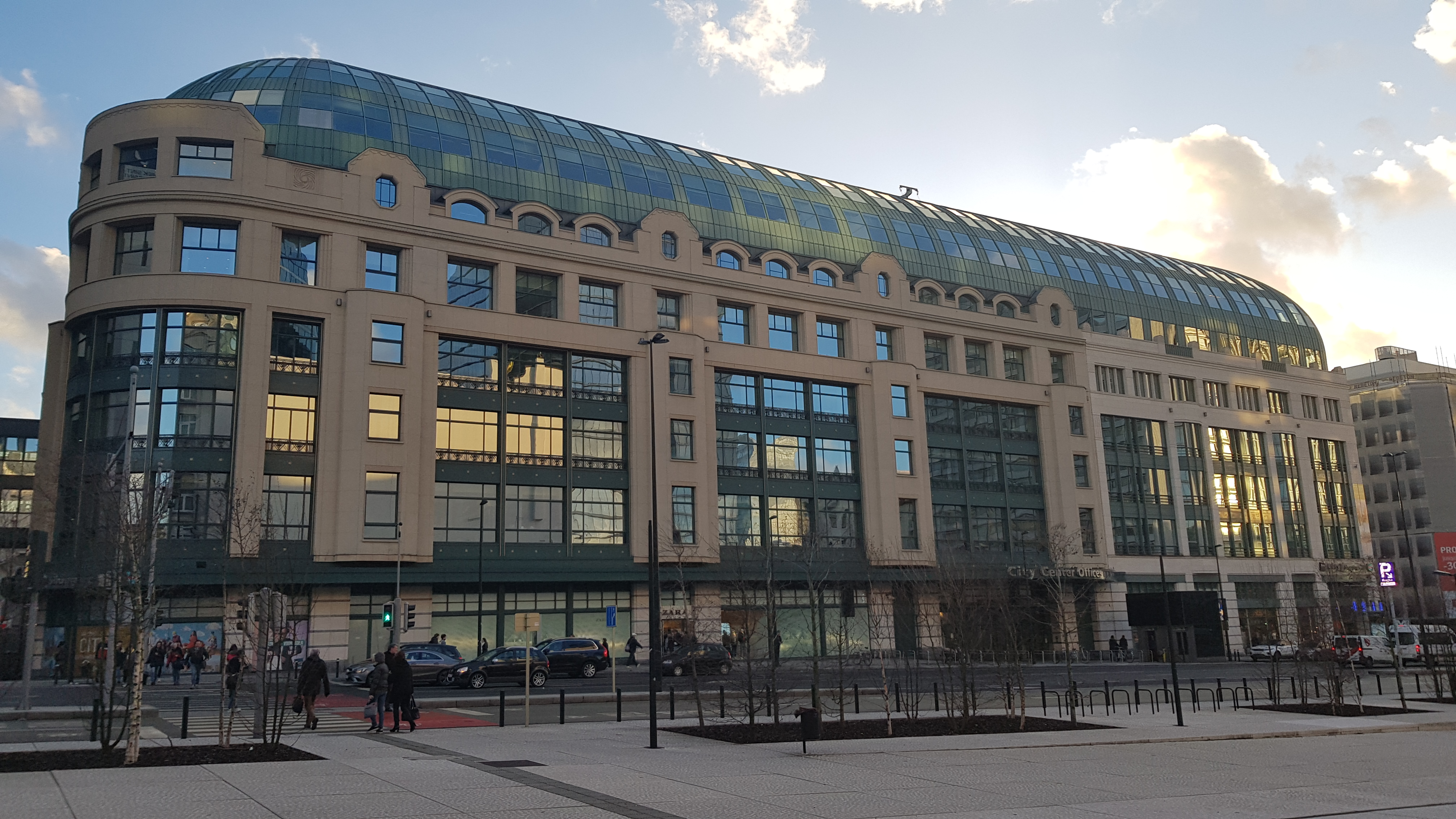
L'ancien immeuble du Bon Marché à Bruxelles, transformé en City 2.
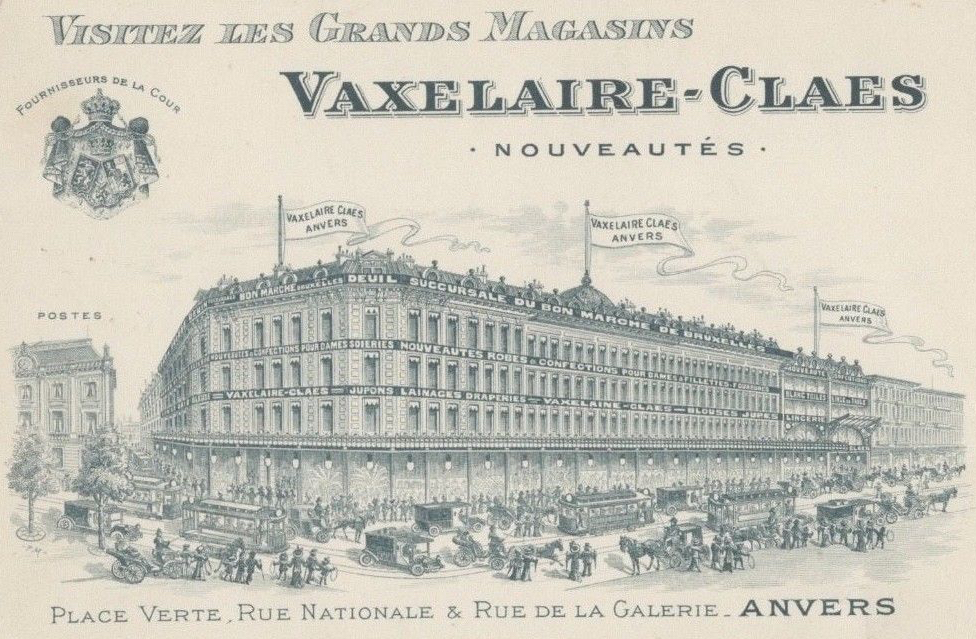
Au Bon Marché Vaxelaire-Claes (place Verte, rue nationale & rue de la Galerie - Anvers).
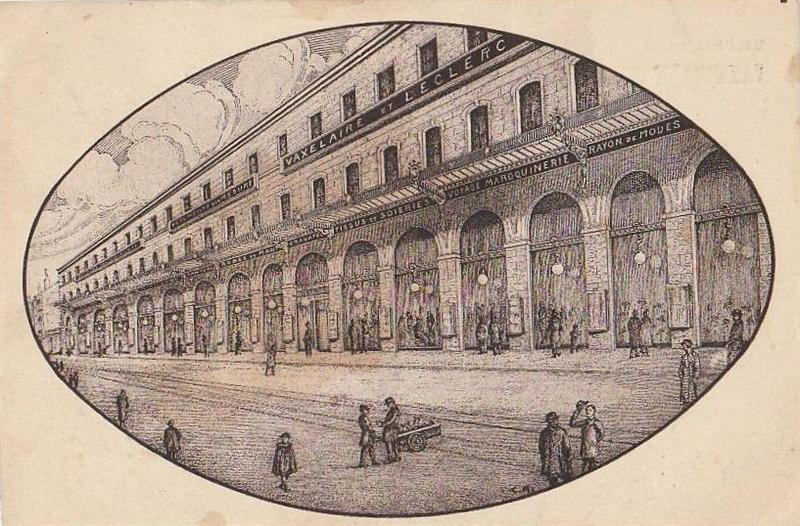
Magasins Vaxelaire (Besançon).
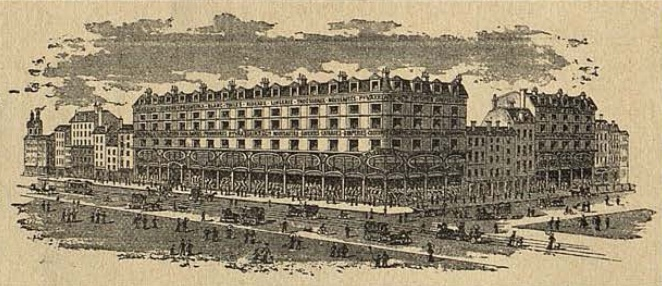
Grands Magasins F.Vaxelaire & Cie (rue Saint-Jean, Nancy).